# 沈含熙
沈含熙（1933年—），男，祖籍江苏嘉定，生于江苏苏州，中国分析化学家、化学教育家，曾任南开大学化学系系主任、教授、博士生导师。